# セイラム (ニューハンプシャー州)
セイラム （英: Salem）は、アメリカ合衆国ニューハンプシャー州ロッキンガム郡の町である。人口は3万0089人（2020年）。マサチューセッツ州境に接している。アミューズメントパークのカノビー湖パークや、大型ショッピングモールのモール・アット・ロッキンガム・パークがある。

## 歴史
セイラムとなった地域への入植は1652年に始まった。1736年には既に、マサチューセッツのマスーアン市の「北教区」あるいは「マスーアン地区」となっていた。1741年、マサチューセッツとニューハンプシャーの境界が設定されたときに、「北教区」はニューハンプシャーの一部となり、近くにあるマサチューセッツのセイラムから、この町もセイラムと名付けられた。1750年には植民地総督のベニング・ウェントワースによって法人化された。

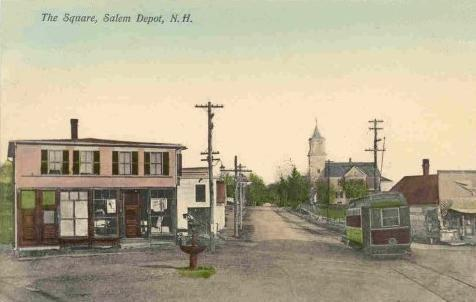
「ザ・スクエア」、1908年

1902年、マサチューセッツ北東路面鉄道会社がセイラムにカノビー湖パークを設立し、その運行する路面電車でのレジャー小旅行を奨励した。近くにある工業町のマサチューセッツ州ヘイブリル、ローレンス、ローウェル、マスーアン、ニューハンプシャー州マンチェスターやナシュアなど地域全域から観衆が押し寄せた。工場労働者たちは花壇や湖畔の間にある街路樹のある遊歩道で、ゆったりとした散策を楽しめた。乗馬、ゲームセンター、ダンスホールが生き生きとした娯楽を提供した。しかし、自動車の増加によって路面電車は衰退した。現在は数少なくなった私鉄沿線のアミューズメント・リゾートとして、カノビー湖パークは今も残っており、人気を保っている。
セイラムの観光業の歴史には、ニューイングランド初の競馬場であるロッキンガム・パーク・レーストラック、好奇心を誘う「アメリカのストーンヘンジ」（元は「ミステリーの丘」）もある。最近ではスケート場の「アイセンター」もできた。
セイラムは1950年代からボストン都市圏の一部として急速に発展し、郊外型の住宅地やニューハンプシャー州道28号線に沿って開発された長い帯状の商業地などがある。2006年頃から商業施設は28号線の他に州間高速道路93号線2番出口周辺に集中している。

## 政治
セイラムの町政は町政委員会と町マネジャーの組み合わせである。ニューハンプシャー州上院議員第22選挙区に属し、下院議員は9人を送り出しており、空席1議席を除いて全て共和党が独占している。上院議員は上院議長のチャック・モース（共和党）である。
2012年11月時点での町内有権者登録数
| 政党           | 登録有権者数 |
| -------------- | ------------ |
| 共和党         | 6,241        |
| 民主党         | 5,287        |
| その他、無党派 | 7,758        |
| 合計           | 19,286       |

## 地理

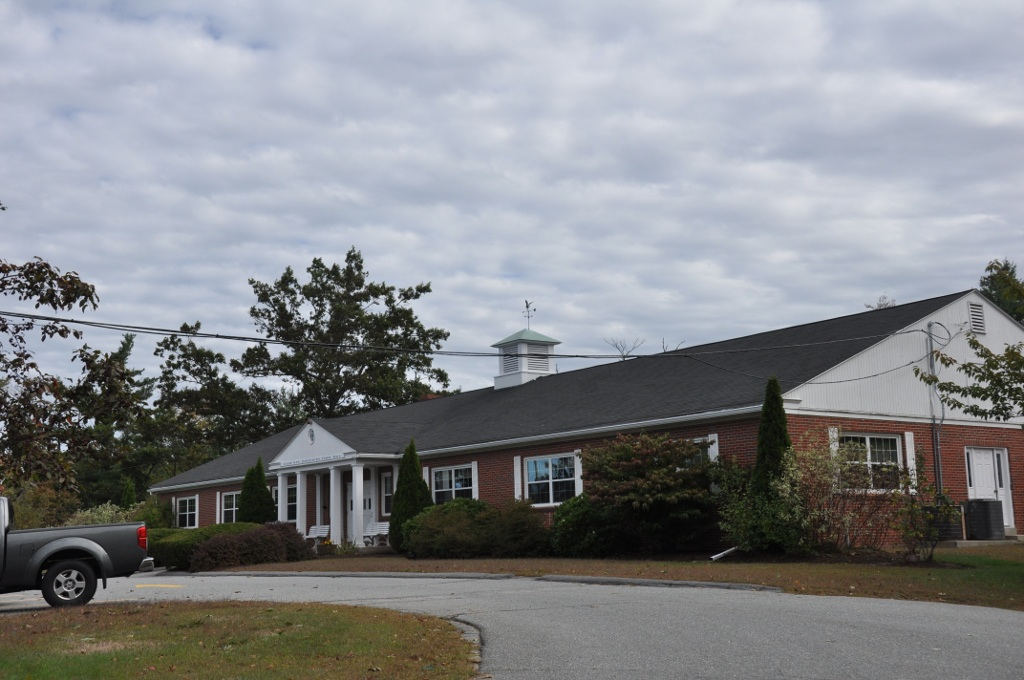
町政ビル

アメリカ合衆国国勢調査局に拠れば、町域全面積は25.9平方マイル (67 km2)であり、このうち陸地24.7平方マイル (64 km2)、水域は1.2平方マイル (3.1 km2)で水域率は4.49%である。町内をスピケット川とポリシー・ブルックが流れている。カノビー湖が西の境界であり、アーリントン・ミル貯水池が北に、ワールドエンド池が南東にある。町内最高地点は、標高380フィート (120 m) のゴードンズヒル頂点であり、町の西側境界にある。

## 人口動態

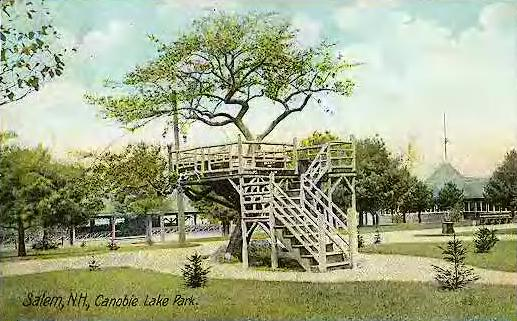
カノビー湖パークにある「リンゴの木の下で」、1908年建設

以下は2000年国勢調査による人口統計データである。
| 基礎データ - 人口: 28,112 人 - 世帯数: 10,402 世帯 - 家族数: 7,603 家族 - 人口密度: 439.4人/km2（1,138.0 人/mi2） - 住居数: 10,866 軒 - 住居密度: 169.9軒/km2（439.9 軒/mi2） 人種別人口構成 - 白人: 95.01% - アフリカン・アメリカン: 0.55% - ネイティブ・アメリカン: 0.21% - アジア人: 2.27% - 太平洋諸島系: 0.06% - その他の人種: 0.83% - 混血: 1.07% - ヒスパニック・ラテン系: 1.96% 年齢別人口構成 - 18歳未満: 25.3% - 18-24歳: 6.2% - 25-44歳: 27.3% - 45-64歳: 23.4% - 65歳以上: 11.5% - 年齢の中央値: 38歳 - 性比（女性100人あたり男性の人口） - 総人口: 99.1 - 18歳以上: 96.9 | 世帯と家族（対世帯数） - 18歳未満の子供がいる: 34.3% - 結婚・同居している夫婦: 60.6% - 未婚・離婚・死別女性が世帯主: 8.7% - 非家族世帯: 31.7% - 単身世帯: 25.3% - 65歳以上の老人1人暮らし: 7.5% - 平均構成人数 - 世帯: 2.69人 - 家族: 3.16人 収入と家計 - 収入の中央値 - 世帯: 58,090米ドル - 家族: 67,278米ドル - 性別 - 男性: 46,330米ドル - 女性: 31,031米ドル - 人口1人あたり収入: 26,170米ドル - 貧困線以下 - 対人口: 4.1% - 対家族数: 3.1% - 18歳未満: 5.1% - 65歳以上: 7.6% |

## 教育
セイラム公共教育学区は生徒一人当たり5,544ドルを消費している。アメリカ合衆国の平均教育費は5,678ドルである。セイラムでは先生1人当たりの生徒数は16.1人である。
カレッジ
- マウント・ワシントン・カレッジ
- 南ニューハンプシャー大学セイラム衛星キャンパス
- アメリカン・カレッジ・オブ・ヒストリー・アンド・リーガル・スタディズ[6]

高校
- セイラム高校

管理主体
- セイラム教育学区[7]

## 大衆文化の中のセイラム
町内にあるロッキンガム・パーク・レーストラックは、ポール・ニューマンとロバート・レッドフォードが主演した映画『スティング』（1973年）で言及されており、プロットの中心になる。
スティーブ・マックイーンとフェイ・ダナウェイが主演した1968年の映画『華麗なる賭け』は、セイラムのグライダー飛行場で撮影されており、そこは現在キャンベルズ・スコティッシュ・ハイランズ・ゴルフコースになっている。

## 著名な出身者
- ジョン・ヘンリー・スヌヌ、第85代ニューハンプシャー州知事、ジョージ・H・W・ブッシュ大統領の首席補佐官

## 見どころ
- アメリカのストーンヘンジ
- カノビー湖パーク
- ロッキンガム・パーク
- モール・アット・ロッキンガム・パーク
- マンチェスター・アンド・ローレンス鉄道、線路跡トレイ